# Cirrhigaleus australis
Cirrhigaleus australis es una especie de elasmobranquio escualiforme de la familia Squalidae.